# Difilos z Synopy
Difilos z Synopy (st. grc. Δίφιλος, Diphilos, żył w IV/III w. p.n.e.) – starożytny grecki dramatopisarz, autor komedii, będący jednym z głównych przedstawicieli nowej komedii attyckiej. Pochodził z Synopy, mieszkał w Atenach współcześnie z Menandrem i Filemonem z Syrakuz. Wiadomo, że stworzył około setki komedii, które nie dochowały się do czasów współczesnych – znanych jest ok. 50 tytułów i kilka fragmentów zawartych w przekazach m.in. w Uczcie mędrców Atenajosa z Naukratis.
Kilkakrotnie zwyciężał w agonie dramatycznym. Jego styl literacki odznaczał się wyjątkową czystością i prostotą języka. Naśladowców znalazł wśród rzymskich epigonów – Plauta (Casina i Rudens) i Terencjusza.